# Standardschiff

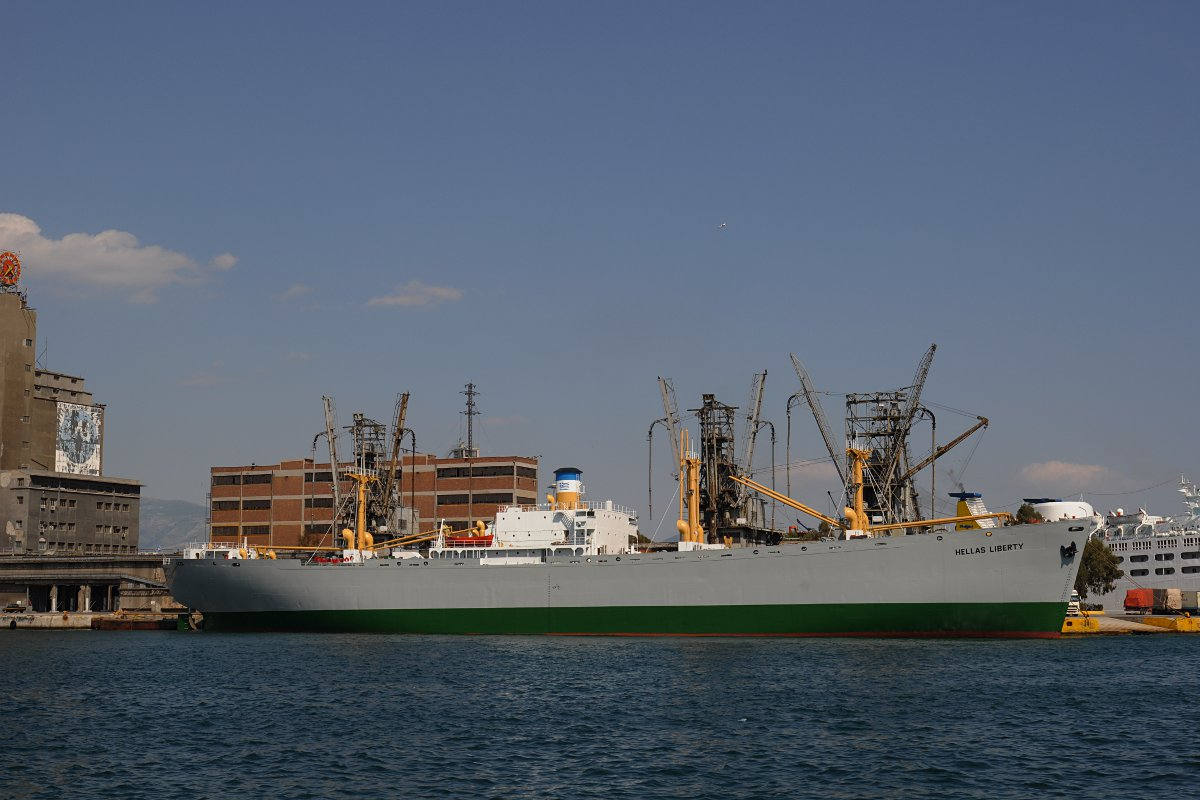
Ein Liberty-Schiff, mit über 2700 gebauten Einheiten der meistgebaute Standardschiffstyp

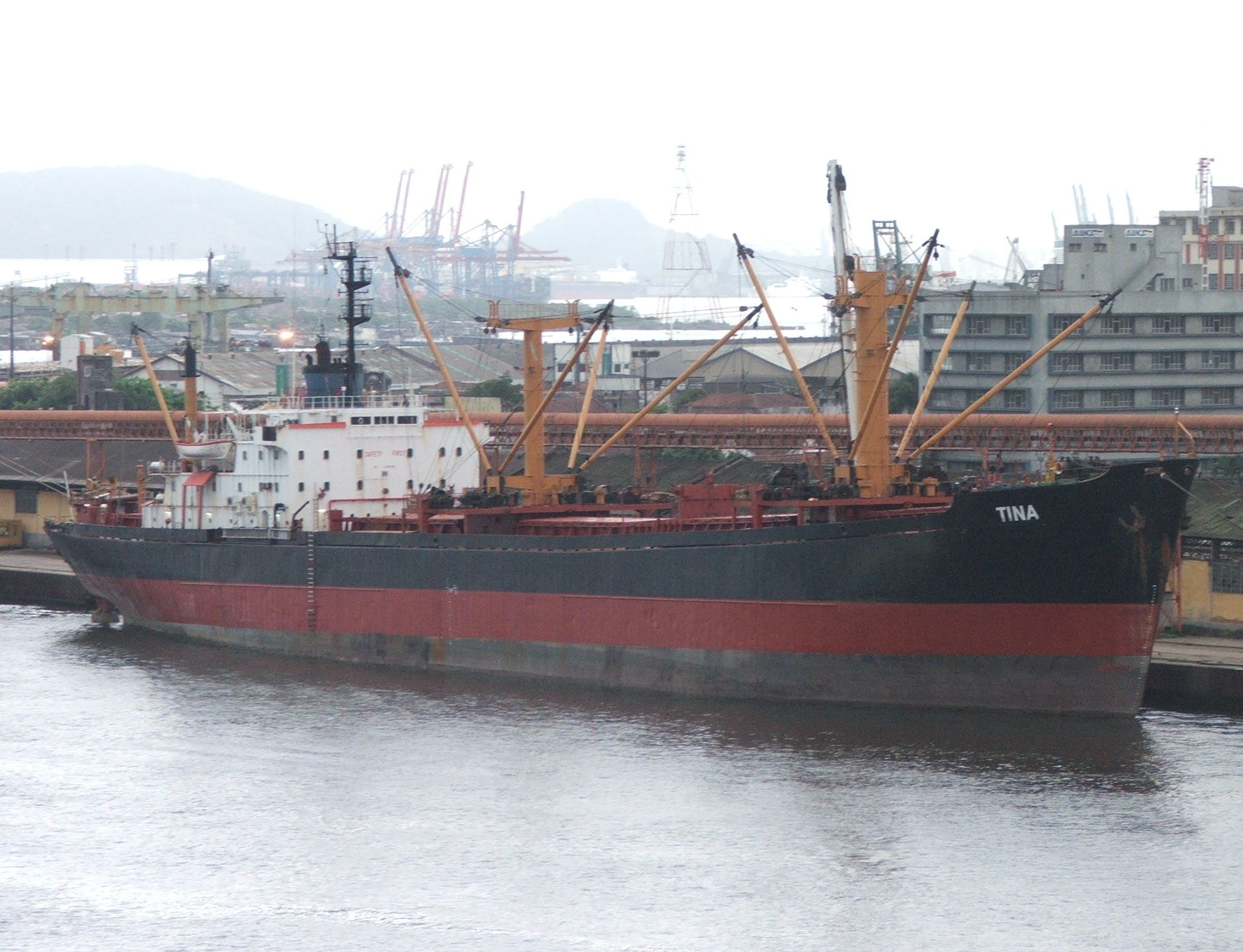
Das SD-14-Schiff war mit über 200 gebauten Einheiten lange der meistgebaute Standardschiffstyp in Friedenszeiten

Ein Standardschiff, auch Serienschiff oder Einheitsschiff, ist ein Schiff, das in größerer Anzahl nach einem gemeinsamen Entwurf gebaut wird oder wurde. Standardschiffe zeichnen sich durch eine mehr oder minder umfassende Baugleichheit aus, die häufig auch gleiche Maschinen und gleiche Ausrüstung mit einbezieht. Der Begriff Standardschiff wird im weiteren Sinn auch für einen besonders verbreiteten beziehungsweise den durchschnittlichen Schiffstyp zum Beispiel innerhalb eines Markt-, Verkehrs- oder Forschungssegmentes verwendet.

## Geschichte
Die frühesten in großen Stückzahlen gefertigten Standardschiffsentwürfe waren die verschiedenen in Großbritannien (War-Schiffe) und den Vereinigten Staaten (Hog Islander) gebauten Typen des Ersten Weltkriegs, deren Produktion auf staatlicher Planung beruhte. In den Jahren zwischen den beiden Weltkriegen führte vor allem die Geldknappheit infolge der Weltwirtschaftskrise zur Entwicklung billig zu bauender und zu betreibender ziviler Standardschiffstypen (beispielsweise das Doxford-Economy-Schiff). Die Zeit des Zweiten Weltkriegs sah sowohl auf Seiten der Alliierten als auch in Deutschland und Japan den staatlich gelenkten Bau von Standardschiffen (besonders bekannt wurden hier auf alliierter Seite die Liberty- und Victory-Standardfrachter, auf deutscher Seite die Schiffe des Hansa-Bauprogramms). Nach dem Kriegsende wurde in den Vereinigten Staaten das Long Range Merchant Shipbuilding Program weitergeführt, welches aus zahlreichen standardisierten Schiffstypen bestand. Dieses Schiffbauprogramm bestand zwar aus Handelsschiffen, hatte jedoch ebenfalls einen militärischen Hintergrund. Eine größere Anzahl ziviler Standardschiffstypen wurde ab Mitte der 1960er Jahre gebaut. In der Trampschifffahrt fuhren seinerzeit noch ungefähr 700 der insgesamt etwa 3300 produzierten Liberty- und Victory-Schiffe sowie einige andere während des Zweiten Weltkriegs gebaute Frachtschiffe in der damaligen Welthandelsflotte. Sogar die jüngsten von ihnen waren inzwischen 20 Jahre und älter und würden in absehbarer Zeit das Ende ihrer Einsatzdauer erreichen. Zahlreiche Werften boten in dieser Zeit Liberty-Ersatzschiffstypen an. Die Bauart dieser Schiffe orientierte sich an den abzulösenden Libertyschiffen, da die großen Umwälzungen im Seeschiffsverkehr, hervorgerufen durch das Erscheinen von Containerschiffen und Massengutfrachtern, welche die Stückgutschiffe später nahezu völlig ersetzen würden, zu diesem Zeitpunkt noch nicht vorhersehbar waren. Die größtenteils sehr erfolgreichen Schiffserien (zum Beispiel SD-14, Freedom oder German Liberty) wurden, zum Teil mit wesentlichen Anpassungen, bis in die späten 1980er Jahre gebaut, die darauf aufbauenden Folgetypen zum Teil sogar noch darüber hinaus. Bis in die 1990er Jahre hatte sich der Trend zum Bau großer Serien echter Standardschiffe abgeschwächt, insbesondere von asiatischen Werften wird im Massengut-, Tank- und Containerschiffbau aber weiterhin eine Vielzahl an Standardtypen angeboten, von denen einige bis heute ebenfalls in Baureihen bis zu 400 Einheiten produziert wurden.

## Standardschiffe in der westdeutschen Binnenschifffahrt
In der Zeit nach dem Zweiten Weltkrieg musste ein großer Teil der im Krieg zerstörten oder beschädigten Einheiten in der deutschen Binnenschifffahrt ersetzt werden. Zu diesem Zweck nahm der Technische Ausschuss des Zentral-Verein für Deutsche Binnenschifffahrt seine im Krieg unterbrochene Arbeit wieder auf und entwickelte in Zusammenarbeit mit dem Bundesverkehrsministerium fünf an bestimmte Kanalmaße angepasste Standardschiffstypen, bei denen es sich ausschließlich um Selbstfahrer, d. h. mit eigener Antriebsanlage ausgerüstete Schiffe handelte. (Johann-Welker-Schiff, Gustav-Koenigs-Schiff, Oskar-Taubert-Schiff, Karl-Vortisch-Schiff, Theodor-Beyer-Schiff).
In den Folgejahren wurden zahlreiche Binnenschiffe auf der Grundlage der fünf Standardschiffstypen für die westdeutsche Binnenschifffahrt gebaut.